# Kronenstraße (Rostock)
Die Kronenstraße in Rostock war eine Straße im historischen Stadtkern der Hansestadt. Sie verband den ebenfalls heute nicht mehr vorhandenen dreieckigen Platz Am Schilde im Westen mit der Fischbank im Osten. Nach schwerer Kriegszerstörung Ende April 1942 wurde sie in der Nachkriegszeit nicht wieder aufgebaut und ist heute nahezu vergessen.

## Geschichte
Ihre erste Erwähnung fand die Kronenstraße 1416, allerdings unter dem drastischen Namen Arschkerbe, der sich wohl auf ihre Enge und Kürze bezog. 1523 taucht zum ersten Mal die Bezeichnung Kronenstraße auf. Beide Benennungen existierten eine gewisse Zeit nebeneinander, bis sich der Name Kronenstraße durchsetzen konnte. Wahrscheinlich wollte man die Straße durch diese Umbenennung lediglich aufwerten.
Trotz ihrer Enge und Kürze war sie im hansischen Rostock wegen ihrer zentralen Lage innerhalb der einstigen Mittelstadt von einer gewissen Bedeutung, da sie sich in der Nähe des Neuen Marktes und des Schildes befand. Die Bewohner der Kronenstraße, Handwerker und Krämer, waren in der Mitte des sozialen Gefüges der Stadt angesiedelt.
In den Bombennächten wurde die Kronenstraße, wie auch die nähere und weitere Umgebung, vollständig zerstört. Man verzichtete in diesem Stadtbereich auf eine Rekonstruktion der historischen Straßenzüge, so dass die Kronenstraße, wie auch der Ortsund und der Schild, nicht wiedererrichtet wurden. An der Stelle der einstigen Kronenstraße führt heute eine Fußgängertreppe von der Kleinen Wasserstraße zu dem unbebauten, begrünten Areal nördlich des Rostocker Rathauses. Durch die geplante Neubebauung des Bebauung der Nordseite des Neuen Marktes könnte auch die Kronenstraße wieder neu entstehen.